# Juniperus przewalskii
Juniperus przewalskii là một loài thực vật hạt trần trong họ Cupressaceae. Loài này được Kom. mô tả khoa học đầu tiên năm 1924.